# デンジャラス・プレイス
『デンジャラス・プレイス』（原題：Wrong Place）は、2022年のアメリカ合衆国のアクション映画。
監督はマイク・バーンズ、脚本ビル・ローレンス、出演はアシュリー・グリーン、ブルース・ウィリス、マイケル・シロウなど。
家族に不利な目撃証言を阻止しようとする悪党から人質に取られた娘を救うために闘う元警察署長の警備員を描いている。

## キャスト
※括弧内は日本語吹替
- クロエ・リチャーズ: アシュリー・グリーン（高宮彩織）
- フランク・リチャーズ: ブルース・ウィリス（樋浦勉）
- ジェイク・ブラウン: マイケル・シロウ（峰晃弘）
- キャプテン・イースト: テキサス・バトル（真木駿一）
- タミー: ステイシー・デンジャー（上絛千尋）
- バージル・ブラウン: マッシ・ファーラン（英語版）（早川毅）